# Mon boss, sa fille et moi
Pour plus de détails, voir Fiche technique et Distribution.
Mon boss, sa fille et moi, ou La Fille de mon patron au Québec (My Boss's Daughter en version originale), est une comédie américaine réalisée par David Zucker et sortie le 22 août 2003 aux États-Unis et le 25 août 2004 en France.

## Synopsis
Tom accepte de garder la maison de son employeur, avec l'espoir de conquérir le cœur de Lisa, la fille de son patron. Mais la jeune fille a d'autres projets pour la soirée. Les projets de notre malheureux seront alors bouleversés par la venue de personnages inattendus...

## Fiche technique
- Titre original : My Boss's Daughter
- Réalisation : David Zucker
- Scénario : David Dorfman
- Production :  Gil Netter et John L. Jacobs
- Musique : Teddy Castellucci
- Image : Daniel Pearl
- Montage : Samuel Craven et Patrick Lussier
- Dates de sortie : 
  - États-Unis : 22 août 2003
  - France : 25 août 2004
- Durée : 86 minutes

## Distribution
- Ashton Kutcher (VF : Julien Sibre ; VQ : Philippe Martin) : Tom Stansfield
- Tara Reid (VF : Marie Donnio ; VQ : Aline Pinsonneault) : Lisa Taylor
- Terence Stamp (VF : Michel Ruhl ; VQ : Yvon Thiboutot) : Jack Taylor
- Jeffrey Tambor (VF : Gérard Darier ; VQ : Luis de Cespedes) : Ken
- Andy Richter (VF : Pierre Diot ; VQ : Sébastien Dhavernas) : Red Taylor
- Michael Madsen (VF : Jean-Yves Chatelais ; VQ : Pierre Auger) : T.J.
- Jon Abrahams (VF : Olivier Brun ; VQ : Antoine Durand) : Paul
- David Koechner (VF : Boris Rehlinger ; VQ : Sylvain Hétu) : Speed
- Carmen Electra (VF : Jeanne Savary ; VQ : Camille Cyr-Desmarais) : Tina
- Kenan Thompson (VQ : Bernard Fortin) : Hans
- Patrick Cranshaw (VF : Michel Debrane) : Old Man
- Molly Shannon (VF : Nanou Garcia ; VQ : Élise Bertrand) : Audrey Bennett
- Tyler Labine (VF : Vincent Barazzoni ; VQ : Alain Zouvi) : Spike
- Angela Little (VF : Blandine Lenoir) : Sheryl
- Ron Selmour (VF : Daniel Lobé) : Darryl
- Charlotte Zucker (VF : Nita Klein) : Gertrude
- Ever Carradine (VF : Léa Gabrièle) : Julie
- Dave Foley (VF : Pierre Val) : Henderson
- Jim Byrnes (VF : Enrique Carballido ; VQ : Daniel Picard) : George
- Ryan Zwick : le livreur
- Mark Aisbett : Commuter

Source : version française sur Voxofilm ; version québécoise sur Doublage.qc.ca